# 蕾切尔·考克斯
蕾切尔·考克斯（英語：Rachael Cox，1975年9月13日—），澳大利亚女子帆船运动员。她曾代表澳大利亚参加2008年夏季残疾人奥林匹克运动会帆船比赛，获得SKUD18级双人龙骨艇公开级银牌。